# Pimelodus heraldoi
Pimelodus heraldoi är en fiskart som beskrevs av Maria De Las Mercedes Azpelicueta 2001. Pimelodus heraldoi ingår i släktet Pimelodus och familjen Pimelodidae. Inga underarter finns listade i Catalogue of Life.